# Mind the Gap (Album)
Mind the Gap ist das zehnte Studioalbum der deutschen Eurodance-Band Scooter. Es wurde am 8. November 2004 in drei Versionen veröffentlicht. Die Basic-Edition enthält alle elf neuen Studiotitel, allerdings kein Booklet, Die Regular-Edition enthält zusätzlich die Titel Jigga Jigga! und Trip To Nowhere und erschien mit Booklet. Die Deluxe-Edition erschien mit Papphülle, einem doppelseitigen Poster sowie einer zweiten CD, welche die Titel des vorher exklusiv im Internet zum Download erschienen Livealbums 10th Anniversary Concert enthält. Der Titel spielt auf eine automatische Warnansage auf den U-Bahn-Stationen von London an. Mind the gap bedeutet: Achten Sie auf den Spalt (zwischen Zug und Bahnsteig).
Das Album wurde in den Loop D.C. Studios 1 und 2 in Hamburg-Bramfeld aufgenommen. Produziert und gemischt wurde es von Jay Frog und Rick J. Jordan und H. P. Baxxter, die Texte der MC-Parts stammen von H. P. Baxxter, der sich im Impressum M.C. M.C. no digeddy H. nennt.
Das von Marc Schilkowski gestaltete Cover zeigt ein Foto von Mathias Bothor. Darauf zu sehen ist ein Bahnsteig einer deutschen U-Bahn. Auf der Tunnelwand jenseits der Gleise steht, zum Teil von einem Lautsprecher-Piktogramm überlagert, in gelben Blockbuchstaben Mind the Gap. Der Schriftzug korrespondiert mit einem breiten gelben Streifen an der Bahnsteigkante, der sich im Dunkel des Tunnels verliert.
Die Fotos auf dem Multimediapart stammen von Bothor und Jan Schwede, das Video von Marc Schoelermann, Melanie Mohr und Michael Menke.

## Titelliste

### Basic Edition
1. Killer Bees (1:30)
2. One (Always Hardcore) (3:46)
3. Shake That! (3:19)
4. My Eyes Are Dry (2:54)
5. All I Wanna Do (4:21)
6. Panties Wanted (4:33)
7. Trance-Atlantic (7:53)
8. Stripped (3:29)
9. Suavemente (3:38)
10. The Chaser (4:10)
11. The Avenger's Back (2:59)

### Regular-Edition / Deluxe-Edition CD1
1. Killer Bees (1:30)
2. One (Always Hardcore) (3:46)
3. Shake That! (3:19)
4. My Eyes Are Dry (2:54)
5. All I Wanna Do (4:21)
6. Jigga Jigga! (3:55)
7. Panties Wanted (4:33)
8. Trance-Atlantic (7:53)
9. Stripped (3:29)
10. Suavemente (3:38)
11. The Chaser (4:10)
12. The Avenger's Back (2:59)
13. Trip To Nowhere (5:02)

### Deluxe Edition CD2 (We Like It Loud Tour)
1. Intro (1:10)
2. Maria (I Like It Loud) (4:02)
3. Weekend! (3:39)
4. Friends (4:42)
5. Waiting for Spring (2:58)
6. Let me be your Valentine (5:10)
7. Faster Harder Scooter (3:46)
8. Break it Up (3:49)
9. Frequent Traveller (2:34)
10. How Much Is the Fish? (3:49)
11. Nessaja Live singing version (4:05)
12. Jigga Jigga! (3:57)
13. Hyper Hyper (6:15)

## Musik
Laut.de spricht in seinem Review zu Mind the Gap von „altbewährten Rezepten“, die bei diesem Album angewandt werden und nicht sehr hochwertig seien, dafür „platte Ekstase“ versprechen. Wie meist enthält das Album viele Coverversionen und Adaptionen bereits bekannter Melodien und bedient sich aus den verschiedensten Musikstilen.
Killer Bees ist ein Intro. Es besteht aus dem Summen von Insekten und einer Stimme, die im Hintergrund Mind the Gap wiederholt. One (Always Hardcore) ist im Refrain eine Coverversion des Happy-Hardcore-Tracks Always Hardcore (Radio Mix) von Bodylotion aus dem Jahr 1996, ebenfalls wird eine Melodie dezent nachgespielt. In der Gabberszene stieß dieses Cover auf Missfallen.
Shake That! sampelt zum einen Shake Your Booty von KC and the Sunshine Band aus dem Jahre 1976, zum anderen das Lied After Dark von Tito & Tarantula, das durch den Film From Dusk Till Dawn bekannt geworden war. My Eyes Are Dry covert teilweise No Tears der kalifornischen Post-Punk-Band  Tuxedomoon aus dem Jahr 1978. All I Wanna Do ist ein Breakbeat/Trance-Stück, das den hochgepitchten Refrain von Sheryl Crows gleichnamigen Hit verwendet.
Panties Wanted enthält eine Funk-Basslinie. Geschrieben wurde es von Serhat Sakin und Matthias Weber, bekannt unter dem Namen Syke 'n' Sugarstarr. Trance-Atlantic ist ein reines Trance-Instrumental, während Stripped ein ziemlich authentisches Cover von Depeche Modes gleichnamigen Lied von 1986 ist.
In Suavemente sampeln Scooter den Hit von Elvis Crespo aus seinem gleichnamigen Album von 1998 und The Avenger's Back benutzt Musik aus Eddie Floyds Sechzigerjahre-Hit Knock On Wood.

## Singles

### Jigga Jigga!
Das Lied war zuerst unabhängig von einem Album geplant, da es Scooters Song für den deutschen Vorentscheid des Eurovision Song Contest 2004 werden sollte. Als Thema wurde eine Variation der Melodie des von Ron van den Beuken angefertigten The Mystery Remix von Mac Zimms L'annonce des couleurs verwendet. Letztendlich wurde der Titel zweitplatziert. Auf den Regular- und Deluxe-Versionen von Mind the Gap tauchte dieser Song deshalb als Bonustitel auf.
Die Maxi-CD erschien am 8. Dezember 2003. In Österreich gelangte die Single auf Platz neun der Hitparade, in Norwegen auf Platz zehn, in Finnland auf Platz zwölf, in Dänemark auf Platz 17 und in Schweden auf dem 24. Platz. In der Schweiz konnte die Single nur Platz 45 erreichen, in den Niederlanden Platz 50.

#### Titelliste
1. Jigga Jigga – Radio Edit (3:55)
2. Jigga Jigga – Club Mix (7:36)
3. Jigga Jigga – Extended (6:01)
4. Shinjuku (4:02)

### Shake That!
Die erste Single-Auskopplung aus Mind the Gap erschien am 4. Oktober 2004 in zwei verschiedenen Versionen. Ein Erfolg wurde sie vor allem Norwegen und Finnland, wo sie Platz vier und neun der Charts belegen konnte. Auch in Dänemark und Schweden schaffte sie es auf Platz zehn sowie zwölf, wo sie sich auch in Österreich platzieren konnte.

#### Titelliste
1. Shake That! – Radio Edit (3:18)
2. Shake That! – Extended (5:03)
3. Shake That! – Clubmix (5:28)
4. Shake That! – CJ Stone Mix (6:36)
5. Suffix (2:55)

#### Titelliste (Limited Edition)
1. Shake That! – Radio Edit (3:18)
2. Shake That! – Extended (5:03)
3. Shake That! – Steve Murano Mix (5:43)
4. Shake That! – Klubbheads Klubb Dubb (3:17)
5. Hyper Hyper – Special Live Version (6:14)

### One (Always Hardcore)
Die Maxi-CD erschien am 6. Dezember 2004. In Österreich schaffte sie den erfolgreichen fünften Platz der Hitparade. Im dazugehörigen Video fährt H. P. Baxxter in einem roten Cabrio am Strand entlang, während die beiden anderen Scooter-Mitglieder von der Treppe eines Strandhauses zusehen. Dazwischen werden Live-Aufnahmen von einem Konzert während der Performance zu One (Always Hardcore) eingeblendet.

#### Titelliste
1. One (Always Hardcore) – Radio Edit (3:49)
2. One (Always Hardcore) – Clubmix (7:15)
3. One (Always Hardcore) – Extended (5:28)
4. Circle of Light (4:20)

### Suavemente
Die Maxi-CD erschien am 7. März 2005. In Dänemark schaffte es der Titel auf Platz 10 der Charts. Im dazugehörigen Videoclip spielen Scooter das Lied an einem karibischen Strand und in einem Jet, wobei sie jeweils von jungen Frauen in Bikinis umgarnt werden.

#### Titelliste
1. Suavemente – Radio Edit (3:35)
2. Suavemente – Extended (5:40)
3. Suavemente – Clubmix (6:48)
4. Suavemente – Original Club (3:29)
5. Trance-Atlantic – Clubmix (4:05)